# Козуль (Гроспоствиц)

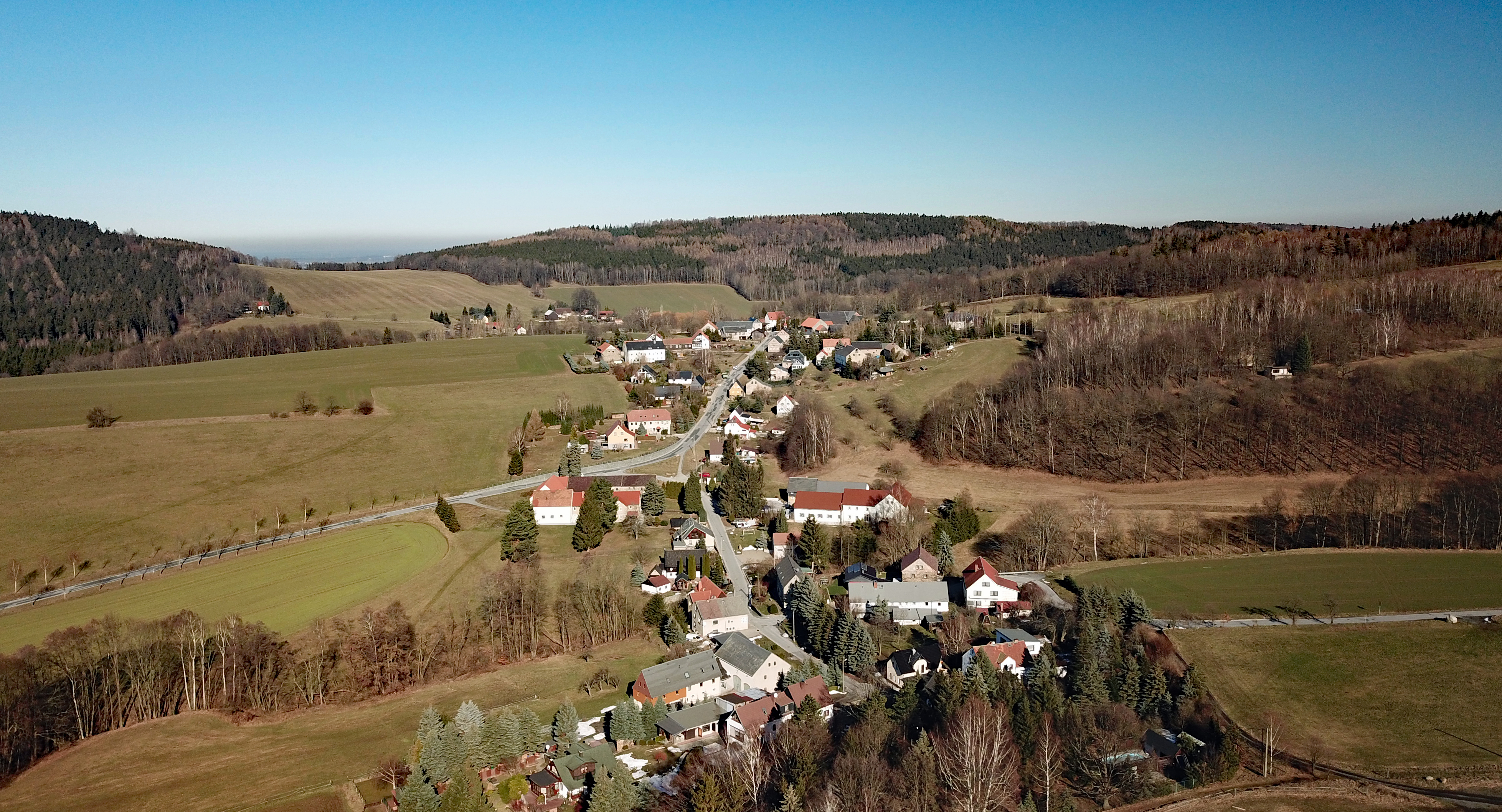

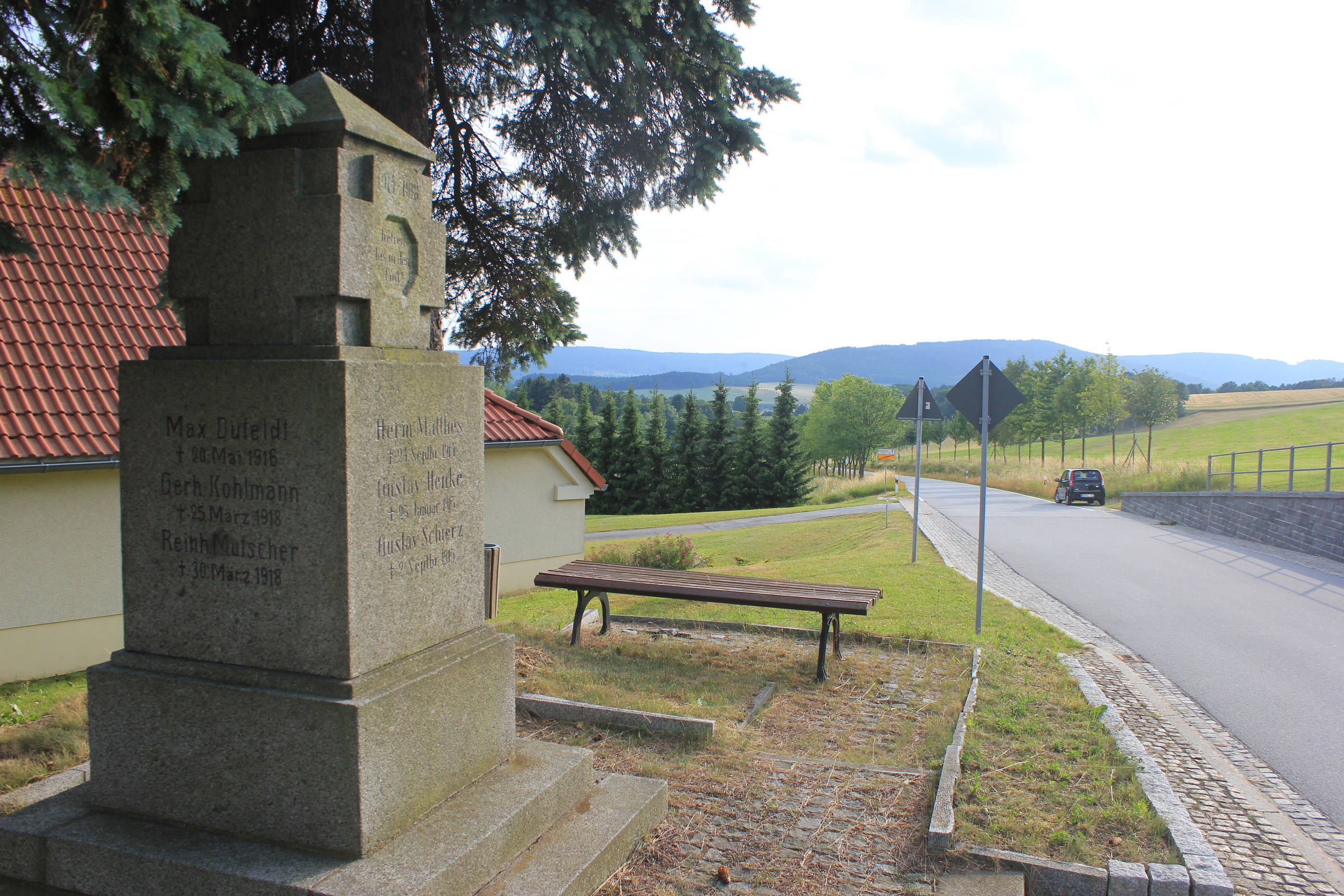
Памятник погибшим в Первой мировой войне, 1918 год, памятник культуры и истории Саксонии

Ко́зуль или Ко́злы (нем. Cosul; в.-луж. Kózłyо файле) — деревня в Верхней Лужице, Германия. Входит в состав коммуны Гроспоствиц района Баутцен в земле Саксония. Подчиняется административному округу Дрезден.

## География
Располагается на юго-восток от Будишина.
Соседние населённые пункты: на севере — деревня Хойничка, на северо-востоке — деревня Хойница коммуны Кубшюц и на юго-западе — деревня Йилоцы и на западе — административный центр коммуны Гроспоствиц.

## История
Впервые упоминается в 1404 году под наименованием Cr. von der Kosela. Деревня имеет средневековую форму построения жилых домов в виде валдхуфендорфа. Названа именем первого владельца и князя von der Kosela.
С 1936 года входит в современную коммуну Гроспоствиц.
В настоящее время деревня входит в состав культурно-территориальной автономии «Лужицкая поселенческая область», на территории которой действуют законодательные акты земель Саксонии и Бранденбурга, содействующие сохранению лужицких языков и культуры лужичан.
Исторические немецкие наименования.
- Cr. von der Kosela, 1404
- Coßelaw, 1419
- Kosele, 1435
- Kosil, 1453
- Kosell, 1535
- Kossule, Cosula, 1545
- Kosoll, 1552
- Cosel, 1657
- Cosel im Gebirge, 1836
- Kosula, 1843
- Cosel b. Bautzen, 1875

## Население
Официальным языком в населённом пункте, помимо немецкого, является также верхнелужицкий язык.
Согласно статистическому сочинению «Dodawki k statisticy a etnografiji łužickich Serbow» Арношта Муки в 1884 году в деревне проживало 175 человек (из них — 146 серболужичан (83 %)).
| 1834 | 1871 | 1890 | 1910 | 1925 |
| ---- | ---- | ---- | ---- | ---- |
| 110  | 163  | 213  | 224  | 248  |

## Достопримечательности
Памятники культуры и истории земли Саксония
- Памятник погибшим в Первой мировой войне, 1918 год (№ 09252769).
- Каменный дорожный указатель, 19 век (№ 09303889).
- Двери гостиного дома с надписью, Cosul 2, 1819 год (№ 09252768).
- Жилой дом, Cosul 11, 1800 год (№ 09252758).
- Жилой дом, Cosul 24, 18 век (№ 09252757).
- Жилой дом, Cosul 31а, вторая половина 19 века (№ 09252759).